# Les Deux Taureaux et une grenouille
Les Deux Taureaux et une grenouille est la quatrième fable du livre II de Jean de La Fontaine situé dans le premier recueil des Fables de La Fontaine, édité pour la première fois en 1668.
Cette fable a pour origine une fable de Phèdre,, et peut-être le combat de taureaux décrit par Virgile (Géorgiques, Livre III, vers 215-241) qui illustre les ardeurs de l'amour.

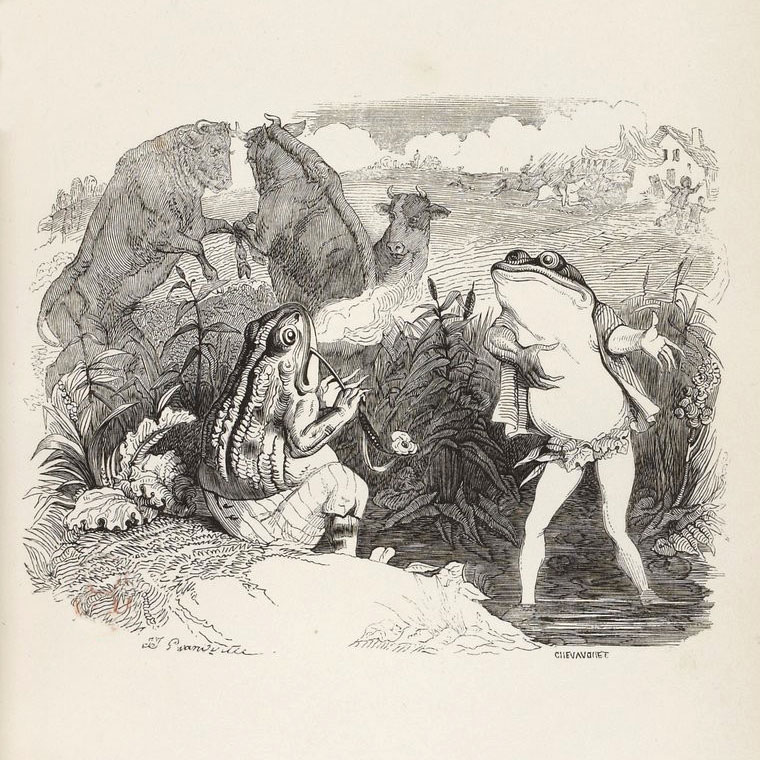
Dessin de Grandville (1838-1840)

## Texte
LES DEUX TAUREAUX ET UNE GRENOUILLE
[Phèdre]

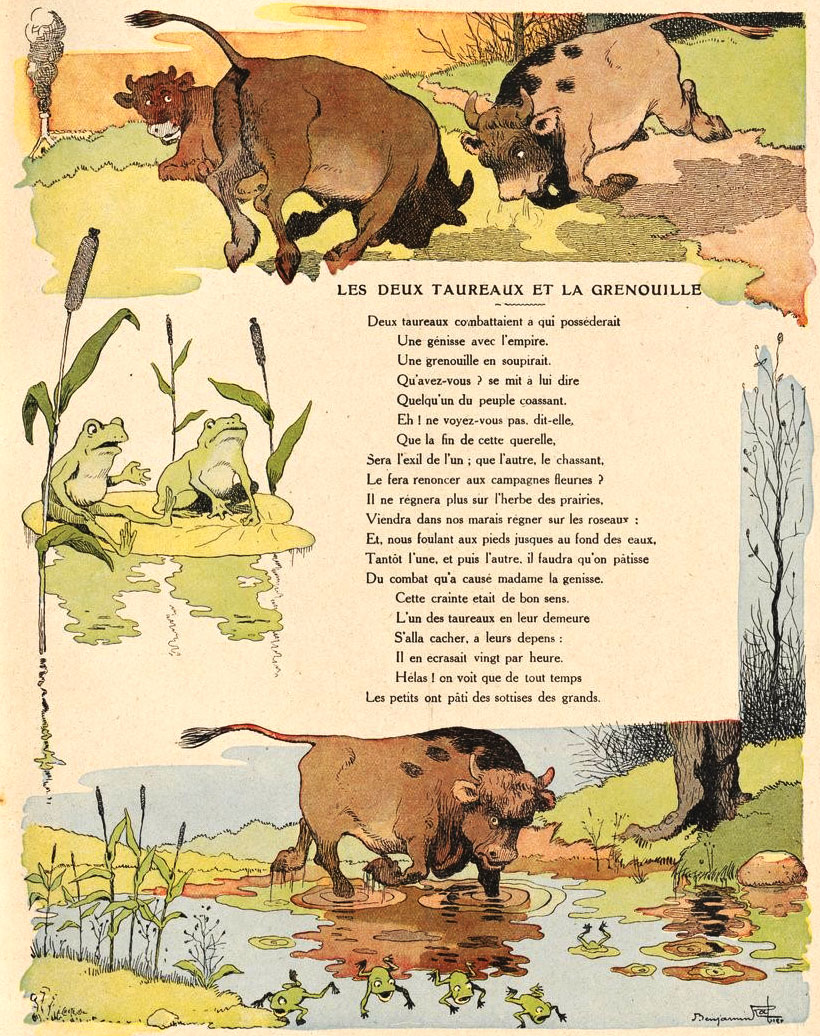
Bande dessinée de Benjamin Rabier (1906)

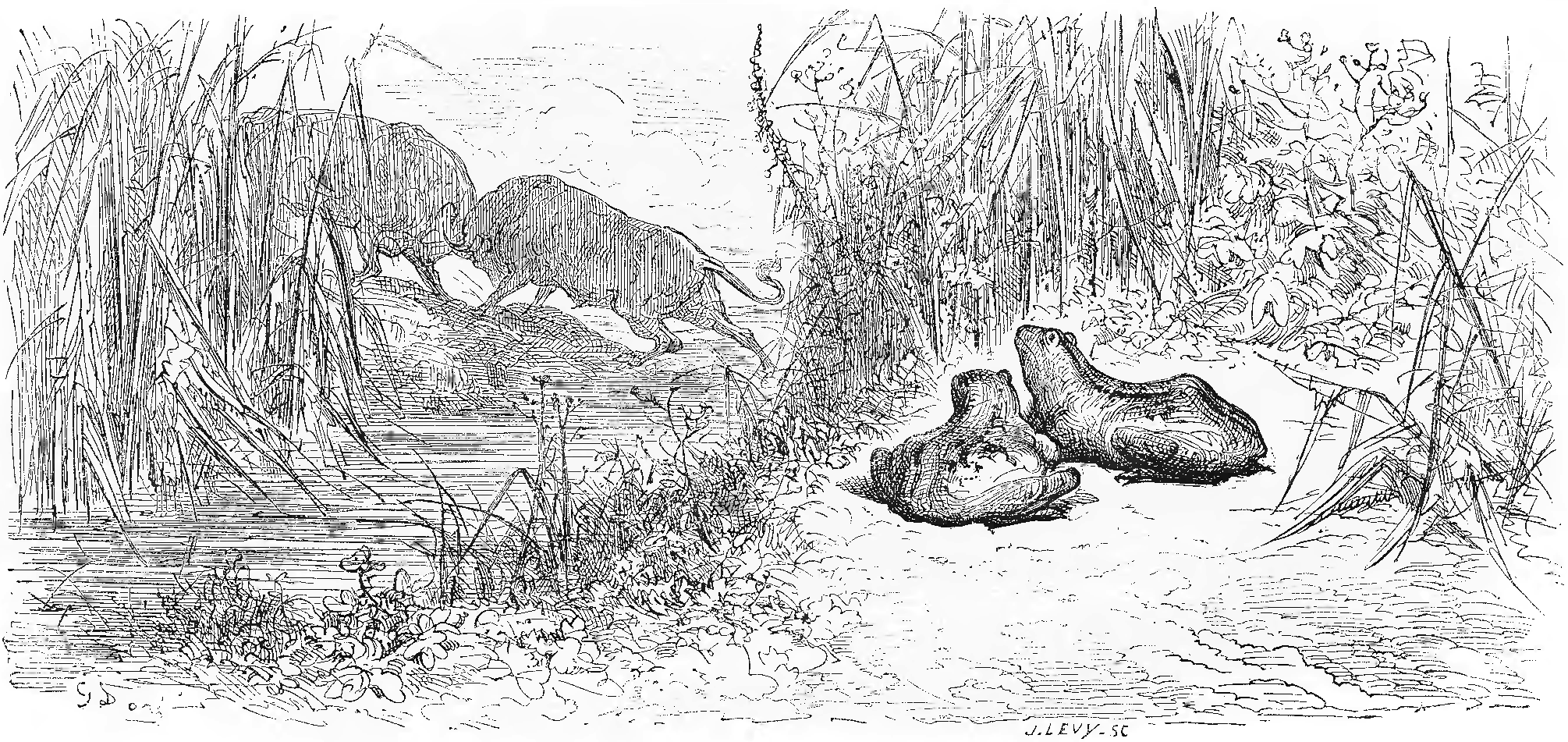
Gravure de Gustave Doré (1876)

Deux Taureaux combattaient à qui  posséderait
               Une Génisse avec l'empire.
               Une Grenouille en soupirait.
               " Qu'avez-vous? " se mit à lui dire
               Quelqu'un du peuple croassant.
               " Et ne voyez-vous pas, dit-elle,
               Que la fin de cette querelle 
Sera l'exil de l'un ; que l'autre  le chassant
Le fera renoncer aux campagnes  fleuries ?
Il ne régnera plus sur l'herbe des  prairies,
Viendra dans nos marais régner sur  les roseaux,
Et nous foulant aux pieds jusques au  fond des eaux,
Tantôt l'une, et puis l'autre, il  faudra qu'on pâtisse
Du combat qu'a causé Madame la  Génisse. "

                Cette crainte était de bon sens.
               L'un des Taureaux en leur  demeure
               S'alla cacher à leurs dépens : 
               Il en écrasait vingt par heure.
               Hélas ! on voit que de tout temps
Les petits ont pâti des sottises des  grands.